# 72633 Рендіґрот
72633 Рендіґрот (72633 Randygroth) — астероїд головного поясу, відкритий 22 березня 2001 року.
Тіссеранів параметр щодо Юпітера — 3,359.